# Michaił Grabbe
Michaił Nikołajewicz Grabbe, ros. Михаил Николаевич Граббе (ur. 6 czerwca?/18 czerwca 1868 w Sankt Petersburgu, zm. 23 lipca 1942 w Paryżu) – rosyjski wojskowy (generał porucznik), emigracyjny działacz polityczny, społeczno-kulturalny i kombatancki.

## Życiorys
Pochodził z arystokratycznej rodziny grafów. W 1890 r. ukończył Korpus Paziów. Służył w lejbgwardii pułku kozackiego. Od 17 czerwca 1898 r. pełnił funkcję adiutanta dowódcy korpusu gwardyjskiego. Od 7 grudnia 1899 r. był ordynansem szefa sztabu wojsk gwardii. 22 lutego 1902 r. został adiutantem dowodzącego wojskami gwardii i komendanta Petersburskiego Okręgu Wojskowego wielkiego księcia Włodzimierza Aleksandrowicza. Od 22 września 1911 r. dowodził lejbgwardią mieszanego pułku kozackiego. 
Brał udział w I wojnie światowej. 14 stycznia 1915 r. został dowódcą 3 brygady 1 gwardyjskiej kaukaskiej dywizji kawalerii, zaś 24 stycznia tego roku – 4 dywizji kawalerii Kozaków dońskich. 30 stycznia został odznaczony Orderem Św. Jerzego IV klasy. 6 maja 1916 r. awansował do stopnia generała porucznika, zaś 8 maja tego roku został wybrany wojskowym atamanem Kozaków dońskich. 7 marca 1917 r. został aresztowany przez zrewolucjonizowanych żołnierzy, ale wkrótce uwolniono go. 22 marca tego roku został skierowany do rezerwy przy sztabie Odeskiego Okręgu Wojskowego, zaś 31 maja zwolniony ze służby wojskowej. 
Wyemigrował do Królestwa SHS. W 1921 r. uczestniczył w zjeździe rosyjskich organizacji monarchistycznych w Reihengall. W 1925 r. przeniósł się do Francji, gdzie zamieszkał w Nicei, a następnie Paryżu. Był członkiem stowarzyszenia lejbgwardii pułku kozackiego i Związku Paziów. Powołał rosyjskie prawosławne stowarzyszenie kulturalne w Asnieres. 16 grudnia 1934 r. stanął na czele Związku Kawalerów Orderu Św. Jerzego z siedzibą w Paryżu. Od 4 sierpnia 1935 r. był wojskowym atamanem Kozaków dońskich. 
Po zajęciu Jugosławii przez wojska niemieckie w kwietniu 1941 r., współuczestniczył w formowaniu Rosyjskiego Korpusu Ochronnego. W 1942 r. powrócił do okupowanej Francji.